# Cochleanthes flabelliformis
Cochleanthes flabelliformis är en orkidéart som först beskrevs av Olof Swartz, och fick sitt nu gällande namn av Richard Evans Schultes och Leslie Andrew Garay. Cochleanthes flabelliformis ingår i släktet Cochleanthes, och familjen orkidéer. Inga underarter finns listade i Catalogue of Life.

## Bildgalleri

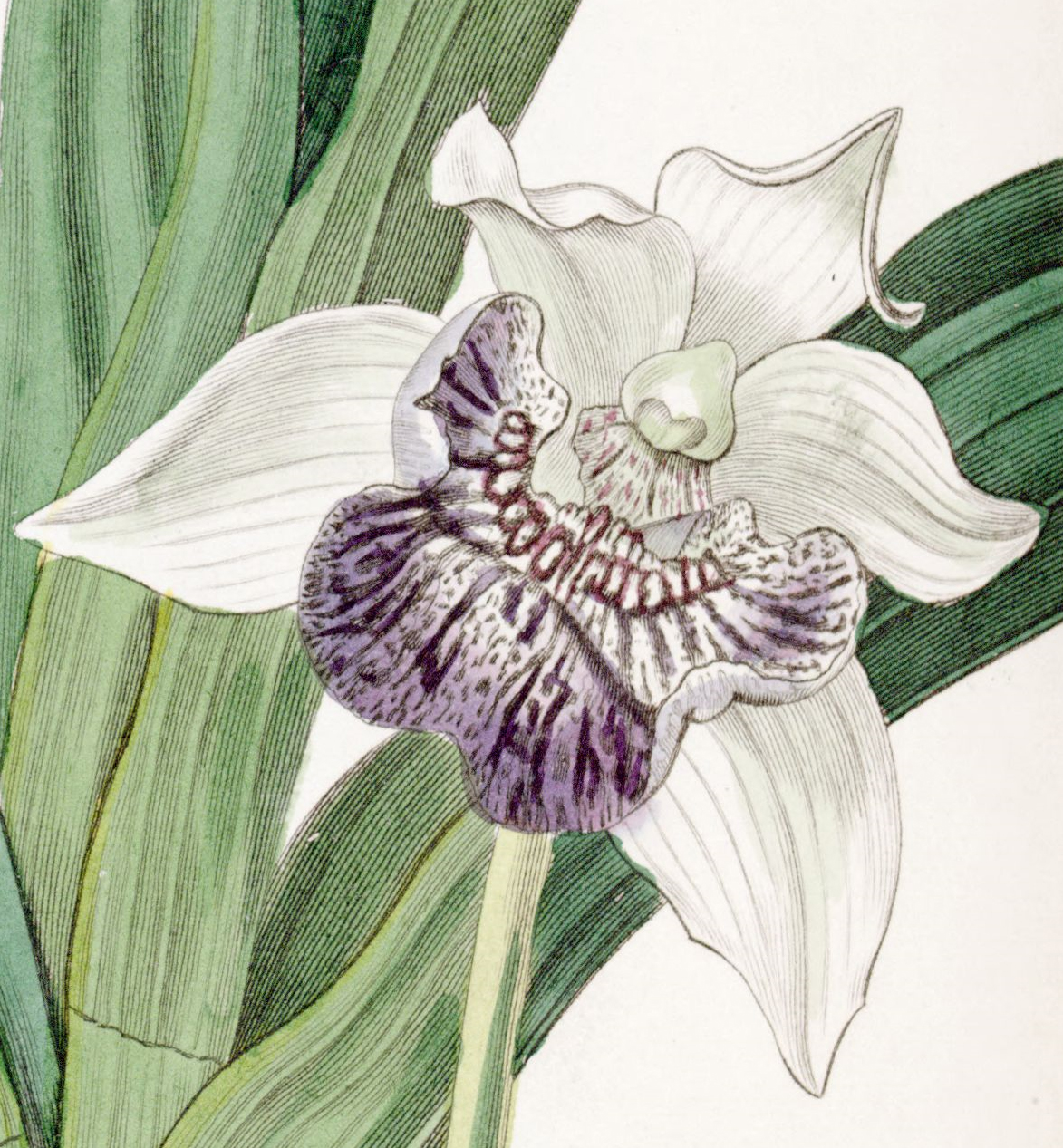
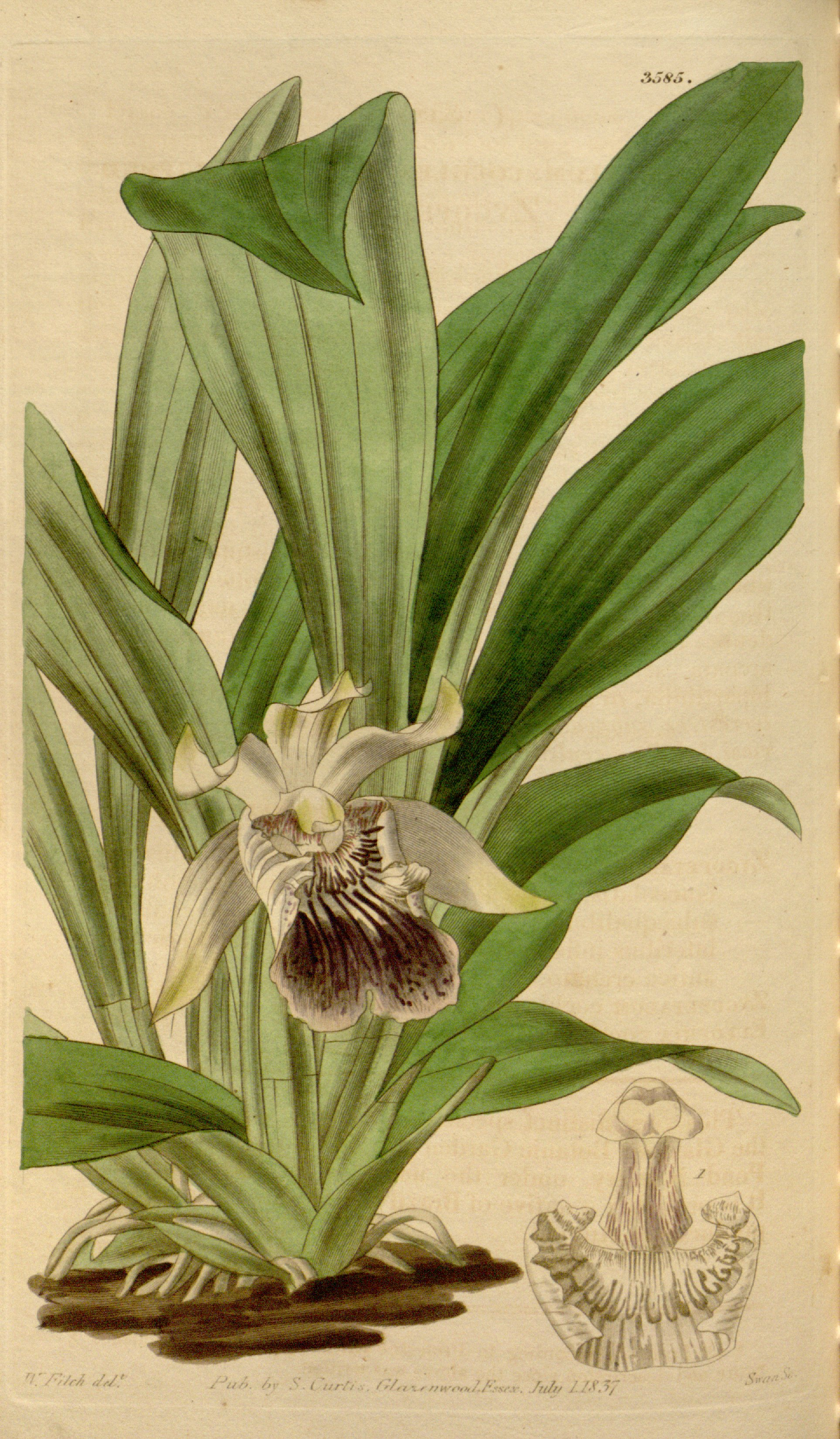
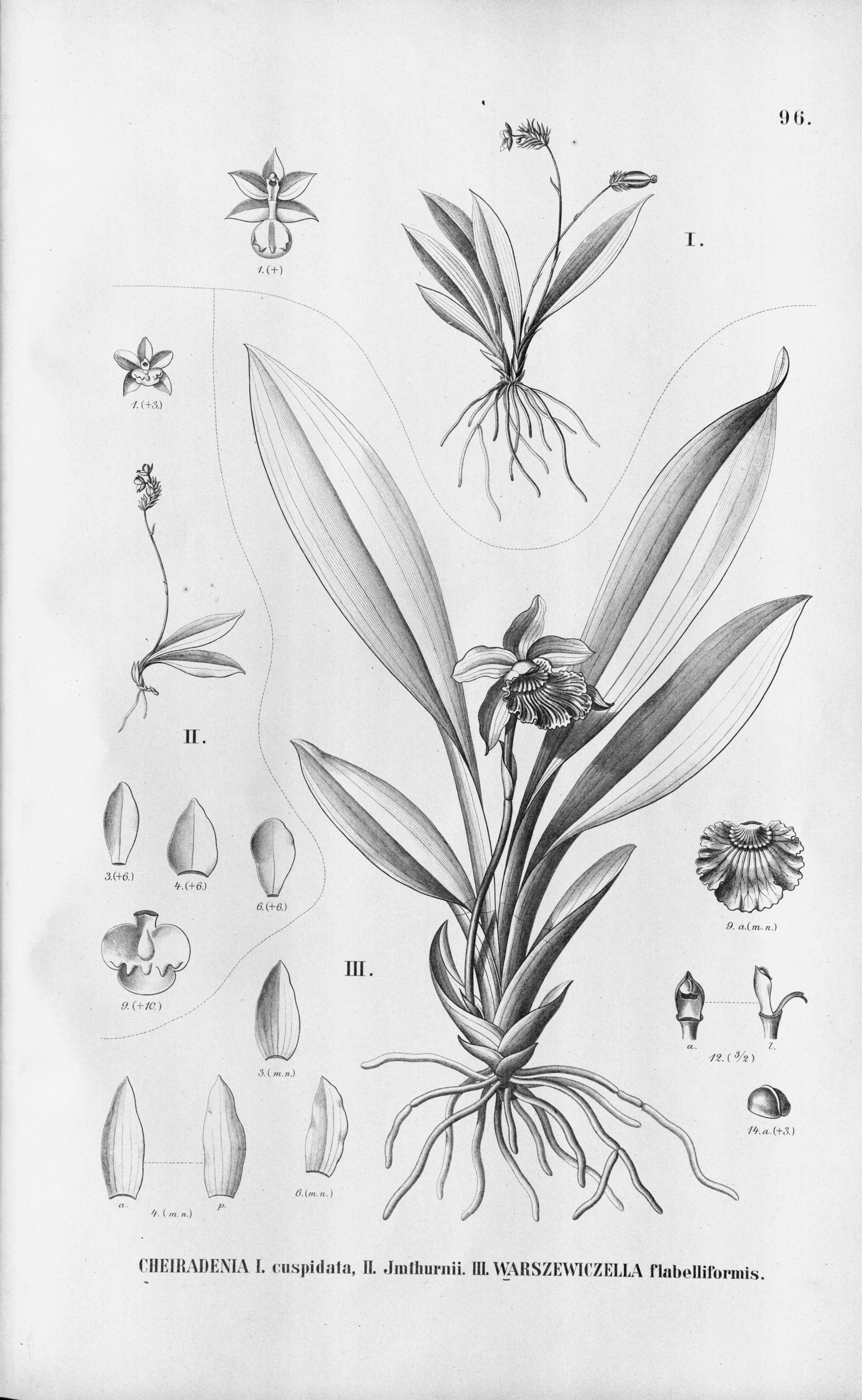